# NGC 1638
NGC 1638 je galaksija u zviježđu Eridanu.

## Vanjske poveznice
- SEDS: NGC 1638